# افسانه زلدا: نفس وحش
افسانه زلدا: نفس وحش (به ژاپنی: ゼルダの伝説 ブレス オブ ザ ワイルド ,Zeruda no Densetsu: Buresu obu za Wairudo) یک بازی ویدئویی در سبک اکشن-ماجراجویی است که توسط نینتندو برای کنسول‌های وی یو و نینتندو سوئیچ ساخته و منتشر شد. این نوزدهمین نسخه اصلی در مجموعه بازی‌های افسانه زلدا به‌شمار می‌رود. نینتندو در ابتدا قصد داشت بازی را در سال ۲۰۱۵ عرضه کند، اما در مارس ۲۰۱۵، تهیه‌کننده بازی در بیانه‌ای اعلام کرد شرکت برنامه‌ای برای انتشار بازی در این سال ندارد. سرانجام بازی در تاریخ ۳ مارس ۲۰۱۷ در سراسر جهان منتشر شد. زلدا در آن سال بهترین بازی سال شد. دنباله‌ای برای این بازی تحت عنوان افسانه زلدا: اشک پادشاهی، در مه ۲۰۲۳ عرضه شد.

## خلاصه داستان
جایی که لینک، جنگجوی شجاع پادشاهی هایرول بعد از ۱۰۰ سال در معبد رستاخیز بدون آنکه چیزی به خاطر بیاورد، به هوش می‌آید و ماجراجویی‌ای جدید خود را رقم می‌زند. او پس از خروچ از معبد رستاخیز پیرمردی را می‌بیند که او را راهنمایی می‌کند. مأموریت لینک این است که پرسس زلدا و هایرول را از بند گنون آزاد کند. داستان بازی از دوره جومون Jōmon（ژاپنی 縄文時代 هیراگانا じょうもんじだい）الهام گرفته شده است.

## Divine beast
بازی دارای ۴ منطقه است که هر کدام توسط یکی از این حیوانات مراقبت می‌شوند. در طول بازی این مکان‌ها تحت سلطه گنون هستند. پس از اینکه بازیکن هر کدام از این Divine beastها را فتح کرد یک گوی جادویی توسط فرمانروای آن منطقه به بازیکن داده می‌شود که دارای قابلیت خاصیست.